# 伯尼斯 (阿肯色州)
伯尼斯（英語：Bernice）是位於美國阿肯色州波普縣的一個非建制地區。該地的面積和人口皆未知。

## 地理
伯尼斯的座標為35°15′00″N 93°07′47″W / 35.25000°N 93.12972°W，而該地的平均海拔高度為105米（即344英尺）。